# Pleuranthodium floribundum
Pleuranthodium floribundum är en enhjärtbladig växtart som först beskrevs av Karl Moritz Schumann, och fick sitt nu gällande namn av Rosemary Margaret Smith. Pleuranthodium floribundum ingår i släktet Pleuranthodium och familjen Zingiberaceae.
Artens utbredningsområde är Papua Nya Guinea. Inga underarter finns listade i Catalogue of Life.